# Campeonato Mundial de Ginástica Artística de 1938
O XI Campeonato Mundial de Ginástica Artística transcorreu entre os dias 30 de junho e 1º de julho de 1938, na cidade de Praga, Tchecoslováquia (atualmente República Tcheca).

## Eventos
- Equipes
- Individual geral
- Barras paralelas
- Barra fixa
- Argolas
- Cavalo com alças
- Solo
- Equipes
- Individual geral

## Medalhistas
Masculinos
| Evento           | Ouro | Prata | Bronze |
| Equipes          | Jan Gajdos · Gustav Hruby · Alois Hudec · Emanuel Löffler · Josef Novotny · Vratislav Petrácek · Jan Sládek · Jindrich Tintera · Tchecoslováquia · (806,866) | Albert Bachmann · Siegbert Bader · Walter Beck · Eugen Mack · Hans Nägelin · Michael Reusch · Guglielmo Schmid · Leo Schürmann · Suíça · (791,200) | Stjepan Boltisar · Miroslav Forte · Boris Gregorka · Josip Kujundzic · Josip Primozic · Janez Pristov · Milos Skrbinsek · Josip Vadnav · Iugoslávia · (741,200) |
| Individual geral | EugenJan Gajdos · Tchecoslováquia · (138,066) | Jan Sládek · Tchecoslováquia · (137,466) | Eugene Mack · Suíça · (136,400) |
| Barra fixa       | Michael Reusch · Suíça · (19,766) | Alois Hudec · Tchecoslováquia · (19,700) | Walter Beck · Suíça · (19,432) |
| Cavalo com alças | Michael Reusch · Suíça · (19,566) | Vratislav Petracek · Tchecoslováquia · (19,466) | Leo Schürmann · Suíça · (19,400) |
| Barras paralelas | Michael Reusch · Suíça · (19,563) | Alois Hudec · Tchecoslováquia · (19,533) | Josip Primozić · Iugoslávia · (18,733) |
| Argolas          | Alois Hudec · Tchecoslováquia · (19,633) | Michael Reusch · Suíça · (19,300) | Vratislav Petracek · Tchecoslováquia · (19,100) |
| Solo             | Jan Gajdos · Tchecoslováquia · (18,833) | Eugene Mack · Suíça · (18,566) | Alois Hudec · Tchecoslováquia · (18,566) |
| Salto            | Eugene Mack · Suíça · (19,830) | Walter Beck · Suíça · (19,660) | Hans Nägelin · Suíça · (19,500) |

Femininos
| Evento           | Ouro | Prata | Bronze |
| Equipes          | Maria Bajerová · Vlasta Dekanová · Bozena Dobesova · Vlasta Foltová · Eleonora Hajková · Vlasta Jarusková · Matylda Palffyova · Zdenka Vermirovská · Tchecoslováquia · (552,760) | Anica Haffner · Elca Kovacic · Marta Podpac · Marta Pusztisek · Dusica Radivojevic · Lidija Rupnik · Milena Sket · Jelica Vazzaz · Iugoslávia · (531,960) | Janina Luczynska · Marta Majovska · Vislava Noskievicz · Matylda Osadnik · Janina Skirlinska · Urszula Stepinska · Urszula Vazs · Julia Vojciechovska · Polónia · (510,210) |
| Individual geral | Vlasta Dakanová · Tchecoslováquia · (83,660) | Zdenka Vjerzimirsková · Tchecoslováquia · (82,710) | Matulda Palfyeva · Tchecoslováquia · (81,980) |

## Quadro de medalhas
| Ordem | País           | Medalha de ouro | Medalha de prata | Medalha de bronze |    |
| ----- | -------------- | --------------- | ---------------- | ----------------- | -- |
| 1     | Checoslováquia | 6               | 6                | 2                 | 14 |
| 2     | Suíça          | 4               | 4                | 4                 | 12 |
| 3     | Iugoslávia     |                 | 1                | 2                 | 3  |
| 4     | Polónia        |                 |                  | 1                 | 1  |
| TOTAL | TOTAL          | 10              | 11               | 9                 | 30 |